# Ligne Shintetsu Ao
La ligne Shintetsu Ao (神戸電鉄粟生線, Kōbe Dentetsu Ao-sen) est une ligne ferroviaire japonaise exploitée par la Kobe Electric Railway (Shintetsu). Elle relie la gare de Suzurandai à Kobe à la gare d'Ao à Ono. 

## Caractéristiques

### Liste des gares
La ligne comprend 20 gares avec une distance moyenne de 1,53 km entre chaque gare.
| Numéro | Gare                  | Nom japonais   | Distance (km) | Correspondances                                    | Localisation | Localisation        |
| ------ | --------------------- | -------------- | ------------- | -------------------------------------------------- | ------------ | ------------------- |
| KB06   | Suzurandai            | 鈴蘭台         | 0             | Shintetsu : ligne Arima (interconnexion)           | Kobe         | Préfecture de Hyōgo |
| KB41   | Suzurandai-Nishiguchi | 鈴蘭台西口     | 0,8           |                                                    | Kobe         | Préfecture de Hyōgo |
| KB42   | Nishi-Suzurandai      | 西鈴蘭台       | 1,3           |                                                    | Kobe         | Préfecture de Hyōgo |
| KB43   | Aina                  | 藍那           | 3,0           |                                                    | Kobe         | Préfecture de Hyōgo |
| KB44   | Kizu                  | 木津           | 6,4           |                                                    | Kobe         | Préfecture de Hyōgo |
| KB45   | Kobata                | 木幡           | 8,1           |                                                    | Kobe         | Préfecture de Hyōgo |
| KB46   | Sakae                 | 栄             | 9,6           |                                                    | Kobe         | Préfecture de Hyōgo |
| KB47   | Oshibedani            | 押部谷         | 11,2          |                                                    | Kobe         | Préfecture de Hyōgo |
| KB48   | Midorigaoka (ja)      | 緑が丘         | 12,8          |                                                    | Miki         | Préfecture de Hyōgo |
| KB49   | Hirono Golf-jō-mae    | 広野ゴルフ場前 | 13,5          |                                                    | Miki         | Préfecture de Hyōgo |
| KB50   | Shijimi               | 志染           | 15,6          |                                                    | Miki         | Préfecture de Hyōgo |
| KB51   | Ebisu                 | 恵比須         | 17,6          |                                                    | Miki         | Préfecture de Hyōgo |
| KB52   | Miki Uenomaru         | 三木上の丸     | 18,6          |                                                    | Miki         | Préfecture de Hyōgo |
| KB53   | Miki                  | 三木           | 19,3          |                                                    | Miki         | Préfecture de Hyōgo |
| KB54   | Ōmura (ja)            | 大村           | 20,8          |                                                    | Miki         | Préfecture de Hyōgo |
| KB55   | Kashiyama             | 樫山           | 23,2          |                                                    | Ono          | Préfecture de Hyōgo |
| KB56   | Ichiba                | 市場           | 23,9          |                                                    | Ono          | Préfecture de Hyōgo |
| KB57   | Ono                   | 小野           | 26,2          |                                                    | Ono          | Préfecture de Hyōgo |
| KB58   | Hata                  | 葉多           | 27,7          |                                                    | Ono          | Préfecture de Hyōgo |
| KB59   | Ao                    | 粟生           | 29,2          | JR West : ligne Kakogawa Hōjō Railway : ligne Hōjō | Ono          | Préfecture de Hyōgo |